# Якубіковиці
Якубіковиці (пол. Jakubikowice) — село в Польщі, у гміні Вінсько Воловського повіту Нижньосілезького воєводства.
Населення — 37 осіб (2011).
У 1975-1998 роках село належало до Вроцлавського воєводства.

## Демографія
Демографічна структура станом на 31 березня 2011 року:
|          | Загалом | Допрацездатний вік | Працездатний вік | Постпрацездатний вік |
| -------- | ------- | ------------------ | ---------------- | -------------------- |
| Чоловіки | 21      | 2                  | 15               | 4                    |
| Жінки    | 16      | 1                  | 9                | 6                    |
| Разом    | 37      | 3                  | 24               | 10                   |